# Fritz Honegger
Fritz Honegger (Hauptwil, Turgovia, Suiza, 25 de julio de 1917 – Zúrich, Suiza, 4 de marzo de 1999) fue un político suizo, miembro del Partido Radical Democrático (PRD). Fue Consejero Federal de 1977 a 1982 y Presidente de la Confederación Suiza en 1982.

## Biografía

### Estudios y carrera profesional
Hijo de un industrial textil, estudió economía política en la Universidad de Zúrich, donde se doctoró en 1941. Su primer trabajo, en 1942, fue el de secretario de la Cámara Suiza de Relojería en La Chaux-de-Fonds. En 1944 fue nombrado secretario de la Asociación de la Industria de la Seda de Zúrich y en 1961 presidente de la Cámara de Comercio de Zúrich, lo que le otorgó una posición de relevancia en el mundo empresarial y financiero zuriqués.

### Carrera política
Honegger, afiliado al Partido Radical Democrático (PRD) desde su época de estudiante, fue miembro del Consejo Cantonal de Zúrich de 1957 a 1975. De 1958 a 1966 fue presidente del concejo municipal de Rüschlikon. De 1967 a 1977 fue miembro del Consejo de los Estados (la "cámara alta" de la Asamblea Federal).
En 1974 fue elegido presidente del PRD, cargo que ocupó hasta 1978.

#### Miembro del Consejo Federal
El 7 de diciembre de 1977 fue elegido miembro del Consejo Federal, del que formó parte hasta el 31 de diciembre de 1982. Honegger dirigió el Departamento Federal de Economía durante su pertenencia al Consejo Federal. Opuesto al exceso de producción legislativa, durante su mandato sólo se aprobaron tres grandes leyes: las relativas a los cárteles, la formación profesional y el seguro de desempleo. Aunque era poco dado a los viajes al extranjero, en 1979 visitó la República Popular China para promover las exportaciones suizas, en el que conoció a Deng Xiaoping.
Fue Vicepresidente en 1981 y Presidente de la Confederación en 1982.
Tras su dimisión, formó parte de los consejos de administración de diversas empresas (Credit Suisse, Elektrowatt, Sulzer, Zschokke, Neue Zürcher Zeitung y Rentenanstalt, entre otras). También fue presidente de honor de instituciones benéficas, como la Fundación Pestalozzi y la Fundación Suiza de Ayuda al Deporte.

## Familia
Honegger estaba casado con Lucienne Jacot. Su hijo mayor, Eric, fue miembro del Consejo de Estado del cantón de Zúrich y dirigió el Departamento de Finanzas de dicho territorio.